# 松井珠己
松井 珠己（まつい たまき、1998年1月10日 - ）は、日本の女子バレーボール選手。

## 来歴
千葉県松戸市出身。3人兄妹の長女（兄と弟がいる）。小学3年生のとき、母の影響を受け自身もバレーボールを始めた。
富山第一高等学校では2年生の2015年1月開催の第67回春高バレーに出場。当時から「セッター松井中心のコンビバレー」と紹介されるなど、チームの正セッターとして活躍。

### 日本女子体育大学 時代
日本女子体育大学進学後、2016年の第5回アジアカップ女子大会に大学一年生ながら選出され、2試合にスタメン出場したのに続き、2017年1月の全日本ジュニア女子チーム候補選手の強化合宿に、唯一の大学生として参加。7月の第19回世界ジュニア女子選手権大会（U-20）（メキシコのベラクルス州コルドバおよびボカ・デル・リオで開催）には、後にチームメイトとなる兵頭由希や東谷玲衣奈らと共に選出され、キャプテンとしてチームを引っ張り3位に導く。日本女子体育大学のキャプテンだった2018年には女子アジア東部地区選手権でも、後にチームメイトとなる横田真未と共に全試合にスタメン出場し、5勝0敗でチームを優勝に導くなど、大学時代からアンダーカテゴリーの主力として国際舞台で活躍する。
2019年に入ると7月の第30回ユニバーシアード競技大会（イタリアのナポリで開催）でも横田と共に全試合にスタメン出場、3位に導き3大会連続のメダル獲得に貢献した。8月に深谷ビッグタートルで開催された2019女子バレーボール国際親善試合では日本代表の若手主体のBチームにキャプテンとして選出。チャイニーズタイペイ戦にスタメン出場し3-0で勝利し、そのBチームで挑んだ、韓国で開催された2019年女子アジア選手権では後に日本代表でチームメイトとなる関菜々巳（東レアローズ）と共に、準決勝でキム・ヨンギョン擁する韓国を破るなど若手主体のチームながら優勝という快挙を成し遂げる。その活躍もあって、2020年には日本代表に初選出された。

### デンソーエアリービーズ 時代
2019年11月に横田、そして福留慧美と共にデンソーエアリービーズへの入団（内定）が発表され、翌2020年11月7日のJTマーヴェラス戦でVリーグデビューを果たす。このシーズンは田代佳奈美が正セッターだったため、主に二枚替えでの途中出場がメインだったが、田代が代表に合流した後に行われたVCupでは全5試合にスタメン出場するなど、シーズンを通して20試合に出場した。
2021年7月に行われた2021 V・サマーリーグ西部大会ではフレッシュスター賞（V1）を受賞し、チームの初優勝に貢献。迎えた2021/22シーズンは田代がVBナント、そして田原愛里がPFUブルーキャッツに移籍したこともあり、正セッターとしてレギュラーラウンド全33試合にスタメン出場した。
また代表にも2022年度に再度選出され、6月1日のネーションズリーグ・韓国戦にスタメンで初出場を果たした
2023年4月24日、2022-23シーズンをもってデンソーエアリービーズを退団すると発表された。自分自身の成長を一番に考えて決断した。

### 海外
2023-24シーズンはブラジル・スーペルリーガのユニライフ・マリンガ (pt) に所属。
2024年2月23日、2024-25シーズンをアメリカ合衆国のリーグ・ワン・バレーボール（LOVB）でプレーすることを発表した。6月にソルトレイク所属となることが発表された。渡米までの期間はPFUブルーキャッツ石川かほくを拠点にして活動する。
2025年4月、PFUブルーキャッツ石川かほくへの入団が発表された。

## 選手としての特徴
- 川北元前監督はガッツと、テンポの良さやスピーディーなリズムを評価している[33]。
- 2021年11月に対戦したトヨタ車体クインシーズの印東玄弥監督（当時）は「適確な判断で、スパイカーの能力を引き出している」と、A帳票で称賛している[34]。
- 竹下佳江はアンダーカテゴリーでの豊富な国際大会の経験と、「どう自分が動いて他の選手を生かすべきか」を考えられる点を評価している[35]。

## 人物・エピソード
- 高三のインタビューで、尊敬するアスリートとして小学校の時に同じチーム（東金町ビーバーズ）[1]で1学年先輩だった田原愛里を挙げた（2020/21シーズンでチームメイトになる）[36]。

## 所属チーム
- 松戸市立馬橋小学校（東金町ビーバーズ）[1]
- 松戸市立第四中学校[1]
- 富山第一高等学校
- 日本女子体育大学 #1
- デンソーエアリービーズ #14→#11（2020-2023年）
- ユニライフ・マリンガ（2023-2024年）
- LOVBソルトレイク（2024-2025年）
- PFUブルーキャッツ石川かほく（2025年-）

## 球歴
- 第5回アジアカップ女子大会 - 2016年（4位）[3]
- 第19回 世界ジュニア選手権大会（U-20）女子日本代表 - 2017年（銅メダル）[5]
- 第30回 ユニバーシアード女子日本代表 - 2019年（銅メダル）[8]
- 日本代表（Bチーム） - 2019年
  - アジア選手権 - 2019年（優勝）[11]
- 日本代表 - 2020年、2022年-
  - ネーションズリーグ - 2022年、2025年

## 受賞歴
- 2017年 - 第19回 世界ジュニア女子選手権大会（U-20）：ベストセッター賞[37]
- 2019年 - 春季関東大学女子1部リーグ戦：最優秀選手 / セッター賞 / 会長特別賞[38]
- 2019年 - 秋季関東大学女子1部リーグ戦：セッター賞[39][40]
- 2021年 - V・サマーリーグ西部大会：フレッシュスター賞（V1）[19][20]

## 個人成績
V.LEAGUEの個人成績は下記の通り（ファイナルステージ、VCup含む）。
| 大会            | チーム          | 出場     | 出場        | アタック | アタック | アタック | アタック | バックアタック | バックアタック | バックアタック | バックアタック | アタック 決定本数 | ブロック | ブロック       | サーブ | サーブ         | サーブ   | サーブ | サーブ | サーブ   | サーブレシーブ | サーブレシーブ | サーブレシーブ | サーブレシーブ | 総得点      | 総得点      | 総得点   | 総得点      |
| --------------- | --------------- | -------- | ----------- | -------- | -------- | -------- | -------- | -------------- | -------------- | -------------- | -------------- | ----------------- | -------- | -------------- | ------ | -------------- | -------- | ------ | ------ | -------- | -------------- | -------------- | -------------- | -------------- | ----------- | ----------- | -------- | ----------- |
| 大会            | チーム          | 試 合 数 | セ ッ ト 数 | 打 数    | 得 点    | 失 点    | 決 定 率 | 打 数          | 得 点          | 失 点          | 決 定 率       | セ ッ ト 平 均    | 得 点    | セ ッ ト 平 均 | 打 数  | ノ 丨 タ ッ チ | エ 丨 ス | 失 点  | 効 果  | 効 果 率 | 受 数          | 成 功 ・ 優    | 成 功 ・ 良    | 成 功 率       | ア タ ッ ク | ブ ロ ッ ク | サ 丨 ブ | 得 点 合 計 |
| V1 2020-21      | デンソー        | 20       | 62          | 27       | 14       | 1        | 51.9     | 0              | 0              | 0              | -              | 0.23              | 4        | 0.06           | 116    | 0              | 4        | 1      | 30     | 9.7      | 1              | 0              | 0              | 0.0            | 14          | 4           | 4        | 22          |
| V1 2021-22      | デンソー        | 33       | 124         | 78       | 36       | 3        | 46.2     | 0              | 0              | 0              | -              | 0.29              | 12       | 0.10           | 462    | 1              | 12       | 18     | 98     | 7.1      | 5              | 1              | 1              | 30.0           | 36          | 12          | 13       | 61          |
| 通算：2シーズン | 通算：2シーズン | 53       | 186         | 105      | 50       | 4        | 47.6     | 0              | 0              | 0              | -              | 0.27              | 16       | 0.09           | 578    | 1              | 16       | 19     | 128    | 7.7      | 6              | 1              | 1              | 25.0           | 50          | 16          | 17       | 83          |

## 出演

### YouTube
【カンテレ公式】カンテレバレーボール チャンネル 
- 新鍋理沙×デンソーエアリービーズ・松井珠己　突撃インタビューinオールスター（ファンフェスタ2021）「パリ五輪へ！注目のセッターに聞きました！」（2022年1月19日）